# Сбоев, Александр Васильевич
Алекса́ндр Васи́льевич Сбо́ев (30 августа 1923, Омск – 30 января 2020) — советский военный юрист, военный прокурор, генерал-майор юстиции, заслуженный юрист РСФСР, почётный работник прокуратуры СССР, ветеран прокуратуры.

## Биография
Александр Сбоев родился 30 августа 1923 года в Омске. В 1942 году окончил Омское училище зенитной артиллерии. Затем в 1951 году окончил Московский юридический институт.

### Военная деятельность
Является участником Великой Отечественной и Советско-японской войн.
В послевоенный период занимал разные должности от военного следователя военной прокуратуры до заместителя военного прокурора.
С 1968 по 1972 год был военным прокурором Приволжского военного округа, с 1972 по 1978 год — военным прокурором Дальневосточного военного округа, а с 1978 по 1983 год — военным прокурором Московского округа противовоздушной обороны.
С 1984 по 1991 год возглавлял Управление по расследованию уголовных дел особой важности Прокуратуры СССР, был государственным обвинителем на судебном процессе Ю. М. Чурбанова.
В 2003 году организовал создание региональной общественной организации ветеранов Главной военной прокуратуры.
Скончался 30 января 2020 года. Похоронен на Федеральном военном мемориальном кладбище.
Семья
Сын - Сбоев Александр Александрович (1950 г.р.), с 2007 по 2019 - председатель 3 окружного военного суда, с 2019 по май 2021 - председатель Апелляционного военного суда, осуществляющего юрисдикцию на всей территории РФ, генерал-майор юстиции.

## Награды
- Орден Отечественной войны I степени
- Орден Отечественной войны II степени
- Орден Красной Звезды (дважды)
- Орден «За службу Родине в Вооружённых Силах СССР» III степени
- Медаль «За взятие Будапешта»
- Медаль «За освобождение Праги»
- Медаль «За победу над Германией в Великой Отечественной войне 1941—1945 гг.»
- Медаль «За победу над Японией»